# Юрген Елерс
Юрген Елерс (на немски: Jürgen Ehlers) е германски физик.

## Биография
Той е роден на 29 декември 1929 година в Хамбург. През 1955 година завършва Хамбургския университет, където през 1958 година защитава докторат под ръководството на Паскуал Йордан, след което става негов асистент. Работи главно в областта на общата теория на относителността и нейните приложения в астрофизиката. През 1970 година оглавява отдела по теория на гравитацията в Института по астрофизика „Макс Планк“ в Мюнхен, а през 1994 година става директор на новосъздадения Институт по гравитационна физика „Макс Планк“ в Потсдам.
Юрген Елерс умира на 20 май 2008 година в Потсдам.